# Westelijke vuuroog
De westelijke vuuroog (Pyriglena maura) is een zangvogel uit de familie Thamnophilidae. De soort is afgesplitst van de oostamazonevuuroog (P. leuconotus).

## Verspreiding en leefgebied
Deze soort komt voor van Colombia tot het zuidwesten van Brazilië en telt zes ondersoorten:
- P. m. pacifica: westelijk Ecuador en noordwestelijk Peru.
- P. m. castanoptera: zuidelijk-centraal Colombia, oostelijk Ecuador en noordoostelijk Peru.
- P. m. picea: centraal Peru.
- P. m. marcapatensis: zuidoostelijk Peru.
- P. m. hellmayri: centraal Bolivia.
- P. m. maura: oostelijk Bolivia, Paraguay en zuidwestelijk Brazilië.

## Status
De grootte van de populatie is niet gekwantificeerd maar de soort wordt omschreven als algemeen. Op de Rode lijst van de IUCN heeft deze soort de status niet bedreigd.